# Динштейн, Йорам
Йорам Динштейн (ивр. יורם דינשטיין‎, 2 января 1936, Тель-Авив, Подмандатная Палестина — 10 февраля 2024, Тель-Авив) — израильский учёный, почётный профессор Тель-Авивского университета, специалист по международному праву и знаток законов войны. Он занимал пост президента Тель-Авивского университета с 1991 по 1998 год и выиграл премию Израиля 2023 года в области юридических исследований.

## Биография
Йорам Динштейн родился 2 января 1936 года в Тель-Авиве. Он получил юридическое образование в Еврейском университете в Иерусалиме, который окончил с отличием, а также на юридическом факультете Нью-Йоркского университета. Динштейн умер 10 февраля 2024 года в возрасте 88 лет.

## Юридическая и академическая карьера
Динштейн начал преподавать в Еврейском университете в 1964 году. С 1966 по 1970 год он был членом израильской делегации в Организации Объединённых Наций и генеральным консулом Израиля в Нью-Йорке.
Динштейн был деканом юридического факультета Тель-Авивского университета с 1978 по 1980 год. С 1980 по 1985 год он был ректором Тель-Авивского университета (1980–85), а с 1991 по 1998 год был его президентом (вслед за Моше Мани, а сменил его на этом посту Итамар Рабинович).
Динштейн дважды работал профессором международного права имени Чарльза Х. Стоктона в Военно-морском колледже США в Ньюпорте, штат Род-Айленд: с 1999 по 2000 год и снова с 2002 по 2003 год. Он также был научным сотрудником Гумбольдта в Институте сравнительного публичного права и международного права Макса Планка в Гейдельберге, Германия, приглашённым профессором права Мельцера в Нью-Йоркском университете и приглашённым профессором права в Университете Торонто.
Динштейн был президентом израильского национального отделения Ассоциации международного права и Израильской ассоциации ООН. Он был председателем израильского национального отделения Amnesty International и членом Исполнительного совета Американского общества международного права. Он был членом Совета Международного института гуманитарного права в Сан-Ремо. Он был основателем и редактором Израильского ежегодника по правам человека (40 томов которого выпущены на английском языке с 1971 года). Во время его работы в Amnesty International правительство Израиля финансировало её деятельность, и Динштейн регулярно контактировал с министерством иностранных дел Израиля и получал от него инструкции.
Динштейн писал о международном праве, правах человека и законах вооружённых конфликтов.

## Публикации

### Книги
- The Conduct of Hostilities Under the Law of International Armed Conflict, ISBN 0521198135, Cambridge University Press (2nd ed., 2010)
- The International Law of Belligerent Occupation, Cambridge University Press, ISBN 0-521-72094-X (2009)
- War, Aggression and Self-Defence, Cambridge University Press, ISBN 0-521-79758-6 (4th ed., 2005) (5th ed., 2011)
- War crimes in international law, co-editor with Mala Tabory, Martinus Nijhoff Publishers, ISBN 90-411-0237-X (1996)
- Freedom of Religion and the Protection of Religious Minorities, The Jacob Blaustein Institute for the Advancement of Human Rights (1991)
- The Release of Prisoners of War, International Committee of the Red Cross (1984)
- Models of Autonomy, Transaction Publishers, ISBN 0-87855-435-1 (1981)
- The Laws of War at Sea,  (1980)
- The Defence of "Obedience to Superior Orders" in International Law, A. W. Sijthoff (1965)

### Статьи
- "Air and Missile Warfare Under International Humanitarian Law", The Military Law and the Law of War Review. (2013)
- "Comments on Protocol I}, International Review of the Red Cross[англ.] (2010)
- "War, Aggression and Self-Defence", Commonwealth Law Bulletin, Volume 32, Issue 4 (December 2006)
- "Comments on War", Harvard Journal of Law and Public Policy (2003)
- "The Parameters and Context of International Criminal Law", Touro Journal of  Transnational Law (1988)
- "International Criminal Law", The Israel Law Review[англ.] (1985)
- "Oil pollution by ships and freedom of the high seas", Journal of Maritime Law & Com. (1971)